# Silvius von Kessel
Silvius Carlo Benedikt von Kessel (* 20. Februar 1965 in Oldenburg (Oldb)) ist ein deutscher Kirchenmusiker, Komponist und Hochschullehrer.

## Leben und Wirken
Silvius von Kessel wurde als Sohn des Kaufmanns Mortimer von Kessel und dessen Frau Benedicta, geb. Freiin von Lützow, in Oldenburg geboren. 1986 begann er an der Folkwang-Hochschule in Essen das Studium der katholischen Kirchenmusik, welches er 1991 mit dem staatlichen A-Examen mit einer Auszeichnung für die schriftliche Examensarbeit im Fach Gregorianik und Hymnologie (Original oder Adaption? Eine Untersuchung an fünf Paaren Gregorianischer Gesänge gleicher Melodie bei verschiedenem Text) abschloss. Der Rektor der Folkwang-Hochschule Essen, Wolfgang Hufschmidt, verlieh ihm für die „hervorragende Examensleistung“ eine zusätzliche Auszeichnung der Hochschule. Prägende Lehrer waren Gisbert Schneider (Orgel) und Godehard Joppich (Gregorianik).
Ab 1991 war er Stipendiat des DAAD und studierte in Paris bei Olivier Latry am Conservatoire à rayonnement régional de Saint-Maur-des-Fossés. Er schloss dieses Aufbaustudium im Juni 1994 mit dem „Diplôme de Concertiste“ ab.
Als seine erste hauptamtliche Stelle wurde er 1994 zum Domorganisten und Domkantor am Dom St. Marien zu Erfurt als Nachfolger von Wilhelm Kümpel berufen. Außerdem wirkt er seitdem als Orgelsachverständiger und Beauftragter für Kirchenmusik des Bistums Erfurt. Ab 1999 wirkte er als Initiator und Leiter des Internationalen Orgelwettbewerbes „Domberg–Prediger“ zu Erfurt, der 1999, 2002 und 2005 stattfand. Aus diesem Wettbewerb ging der neu gegründete „Bach/Liszt Orgelwettbewerb Erfurt-Weimar-Merseburg“ in Zusammenarbeit mit der Weimarer Musikhochschule hervor, der 2008 zum ersten Mal stattfand.
Neben der Tätigkeit als Kirchenmusiker hatte von Kessel 1995–2004 einen Lehrauftrag für Orgel an der Hochschule für Musik Franz Liszt Weimar. Diesen nahm er zum Wintersemester 2007 wieder auf. Am 24. Juni 2008 wurde er zum Honorarprofessor für Orgel ernannt.
Seit Juli 2004 ist er Künstlerischer Leiter des Festivals „Thüringer Bachwochen“, des größten Festivals klassischer Musik im Freistaat Thüringen und Vorsitzender des gleichnamigen Vereins. 2015 erhielt er den Titel Kirchenmusikdirektor.
Im September 2019 wurde die von ihm in den Jahren 2017–2018 komponierte Missa Cum Jubilo im Erfurter Dom St. Marien uraufgeführt. Es handelt sich hierbei um eine Vertonung des gleichnamigen Ordinarium Missae für vier Gesangssolisten, Gemischten Chor, Kinderchor, Orgel und Großes Orchester. Bei der Uraufführung wirkten u. a. die Staatskapelle Weimar und Thomas Bloch (Ondes Martenot) mit. Das Werk ist beim Verlag Ries und Erler/Berlin erschienen.
Silvius von Kessel ist verheiratet mit Christine, geb. Gräfin von Königsmarck, und hat mit ihr fünf Kinder. Er ist ein Cousin der Schauspielerin Sophie von Kessel und Enkel des Generals Mortimer von Kessel.

## Ehrungen
- 2006: Ehrenbrief des Freistaates Thüringen[6]
- 2012: Ernennung zum Erfurt-Botschafter[7]
- 2015: Ernennung zum Kirchenmusikdirektor

## Publikationen

### Compact Discs
- Orgeln und Glocken des Erfurter Domberges. Motette, 1997.
- Wachet auf ruft uns die Stimme. Allmusic, 2001.
- Die Orgel in der Wallfahrtskirche St. Antonius zu Worbis. Zusammen mit Michael Kapsner. Jubal, 2013.

### Schriften
- Original oder Adaption? Eine Untersuchung an fünf Paaren Gregorianischer Gesänge gleicher Melodie bei verschiedenem Text. In: Beiträge zur Gregorianik. Heft 18. ConBrio Verlagsgesellschaft, Regensburg 1994.[8]
- Die Hauptorgel des Erfurter Domes St. Marien. In: Ars Organi. 52, Jg. 2004, S. 227–230.[9]
- Die Volckland-Orgel der Cruciskirche (Neuwerkkirche) zu Erfurt. In: Ars Organi. 52, Jg. 2004, S. 223–226.[10]
- „Der Mond ist aufgegangen“ – Das Lieblingslied von Silvius von Kessel, Domorganist am St.-Marien-Dom Erfurt. 2013. In: www.mein-gotteslob.de/lieder/mein-lieblingslied/.html.[11]
- Katholische Kirchenmusik in Erfurt. In: Musica Sacra. Heft 2016/05, Im Fokus: Kirchenmusik in Ostdeutschland. (3) Hrsg.: Allgemeiner Cäcilien-Verband für Deutschland.[12]